# 심영보
심영보(1989년 8월 1일 ~ )는 대한민국의 희극인이다.

## 출연작

### 방송
- 웃찾사 (SBS)
  - 만만이형 (2015.06.21)
  - 뭐지? (2016.10.12 ~ )